# هنري كانتويل والاس
هنري والاس كانتويل (بالإنجليزية: Henry Cantwell Wallace) (و. 1866 – 1924 م) هو كاتب عمومي، وناشر، وبروفيسور (أستاذ جامعي)، وكاتب من الولايات المتحدة الأمريكية ولد في روك أيلاند.
وهو عضو في الحزب الجمهوري .

## روابط خارجية
- هنري كانتويل والاس على موقع إن إن دي بي (الإنجليزية)